# Aglaojoppa femorata
Aglaojoppa femorata är en stekelart som beskrevs av Cameron 1903. Aglaojoppa femorata ingår i släktet Aglaojoppa och familjen brokparasitsteklar. Inga underarter finns listade i Catalogue of Life.